# Molly, a denali lány
A Molly, a denali lány (eredeti cím: Molly of Denali) 2019-től vetített kanadai–amerikai flash animációs szitkom, amelyet Dorothea Gillim és Kathy Waugh alkotott.
Amerikában a PBS Kids 2019. július 15-én,Magyarországon 2025. március 28-án a Minimax mutatta be.

## Ismertető
Molly Shahnyaa Mabrayt egy alaszkai őslakos lány, aki Qyah faluból származik. Sok kalandot él át a családjával, barátaival – Tooey Ookamit és Trini Mumfordot –, malamut kutyájával (Suki), és a többi helyi lakossal. Családja a Denali Trading Postot vezeti.

## Szereplők

### Főszereplők
| Szereplő              | Eredeti hang                                                             | Magyar hang        | Leírás |
| --------------------- | ------------------------------------------------------------------------ | ------------------ | --- |
| Molly Mabray          | Sovereign Bill                                                           | Pekár Adrienn      | Gwich’in, Koyukon és Dena’ina athabaszkák leszármazottja. Van egy blogja, ahol az Egyesült Államok alsó 49 államának lakóival osztja meg az alaszkai élet mindennapjait. Ősi neve Shahnyaa, ami azt jelenti: „aki tájékoztat minket.” |
| Tokone "Tooey" Ookami | Sequoia Janvier (1. évad) Zane Jasper (2–3. évad) Nash Weekusk (4. évad) | Czető Ádám         | Molly legjobb barátja. Yupik, Koyukon és japán származású. A vezetékneve japánul „farkast” jelent. |
| Trini Mumford         | Vienna Leacock                                                           | Engel-Iván Lili    | Molly legjobb barátja. Texasból költözött Qyah-ba. |
| Layla Mabray          | Jules Arita Koostachin                                                   | Bogdányi Titanilla | Molly anyja. |
| Walter Mabray         | Ronnie Dean Harris                                                       | Moser Károly       | Molly apja. |
| Nat                   | Lorne Cardinal                                                           | Csuha Lajos        | Molly nagyapja. |
| Atsaq                 | Nyla Carpentier                                                          | Vámos Mónika       | Tooey anyja. |

### Mellékszereplők
| Szereplő          | Eredeti hang                                                                                          | Magyar hang       |
| ----------------- | --- | ----------------- |
| Midge néni        | Adeline Potts                                                                                         | Sági Tímea        |
| Connie            | Ellen Kennedy                                                                                         | Farkas Fanni      |
| Daniel            | Luc Roderique                                                                                         | Seder Gábor       |
| Merna             | Michelle Thrush                                                                                       | Dóka Andrea       |
| William Patak     | Shawn Youngchief                                                                                      | Láng Balázs       |
| Nina              | Katrina Salisbury (1–3. évad) Lauren Jackson (4. évad)                                                | Kántor Kitty      |
| Randall           | Taran Kootenhayoo                                                                                     | Ungvári Gergő     |
| Oscar             | Pawaken Koostachin-Chakasim (1. évad) Sigmund Couillard (2–3. évad) Michael Podemski-Bedard (4. évad) | Bogdán Gergő      |
| Kenji             | Hyuma Frankowski                                                                                      | Orbán Gábor       |
| Vera              | Anna Dickey                                                                                           | Károlyi Lili      |
| Jake              | Brendan Sunderland                                                                                    | Galbenisz Tomasz  |
| Mr. Rowley        | Clay St. Thomas                                                                                       | Kajtár Róbert     |
| Travis            | Clay St. Thomas                                                                                       | Molnár Levente    |
| Dr. Antigone      | Rebecca Shoichet                                                                                      | Farkasinszky Edit |
| Violetta Lawrence | Rukiya Bernard                                                                                        | Zakariás Éva      |
| Joy Mumford       | Bethany Brown                                                                                         | Andrádi Zsanett   |
| Charlotte         | Cathy Weseluck                                                                                        | Halász Aranka     |
| Olivia            | Mary Black                                                                                            | Rátonyi Hajni     |

### Magyar változat
- Főcím: Zahorán Adrienne
- Magyar szöveg: Niklosz Krisztina
- Hangmérnök: Illés Nándor
- Felvevő hangmérnök: Donga Richárd
- Gyártásvezető: Vígvári Ágnes
- Szinkronrendező: Hirth Ildikó
- Produkciós vezető: Witzenleiter Kitti

A szinkront a Direct Dub Studios készítette el.

## Epizódok

### 1. évad (2019)
1. Nagyapó dobja / Kenuzás
2. Bogyószedés / Hering ikrák
3. Az óriás káposzta / Névjáték
4. Az első horgászat / A hóvihar
5. Madárszellem / Viszlát, kismadár!
6. Kultúrális szokások / Az ajándék
7. Sasfiókák / Álommatrac
8. A termálforrás / Tooey hőse
9. Jégférgek / Az elkóborolt kutya
10. Suki csontja / Az új zászló
11. Nyírfalé szezon / Mamutok könyve
12. Különleges recept / A daru ének
13. A hegedű / A nyérc megjelenése
14. A pulyka nyomában / Az elsüllyeszthetetlen vitorlás
15. A tél bajnokai / A kulcsok
16. Fogászat / A qyah-i kém
17. Sarki fény / Hegedűleckék
18. Jégszobor / A Totemoszlop-kaland
19. Jávorszarvas üldözés / Ahol a bivalyok járnak
20. Az éjszakai portás / Bizonytalan talaj
21. Molly-laszti / Látogass Qyah-ba
22. Sziklás mentés / A kenutúra
23. Fókatánc / A snowboard videó
24. Balto hazatér / A bajnokság
25. A kesztyűs kalamajka / Sas mese
26. Molly Valentin-napja / Tüskés ajándék
27. Törpemálna / Rejtélyes doboz
28. Királyi szezon / Az Ifjúsági Olimpiai Játékok
29. Hóviharos pizsamaparti / A jég alatti világ
30. A denali béka / Molly és a rejtélyes kövek
31. Tavaszi karnevál / Tooey lyukas pulcsija
32. Szorgos hódok / Éjjeli felfedezők
33. Állj talpra újra! / Fóka lakoma
34. Kölyökkutya-kalandok 1. rész / Kölyökkutya-kalandok 2. rész
35. A mi Tónink / Grimaszverseny
36. Szemtől szemben a dínókkal / Hölgyek a jégmezőn
37. Minden hegyet megmászunk / Boldog ösvények
38. Szánkón vagy hótalpon / A legrövidebb születésnap

### 2. évad (2021)
1. Egér a lombházban / A falkavezér
2. Pillangók és nyuszik / Cicás kaland
3. Gyere vissza, Kolibri! / Közeleg a tél
4. Molly és Elizabeth / Uqiquq
5. Trini szuper tyúkólja / Trini és a tél
6. Erdei deréce / Jégkorcsolyázás
7. Rossz széria 1. rész / Rossz széria 2. rész
8. A különleges horog / Cserkészcsapat
9. Hiúztánc / Molly a Yukon folyónál
10. Forróság / A gyom
11. Kis szakácsok / Katicás ottalvós buli
12. Buborékok / Labdázós kaland
13. A futóverseny / Folyami kaland
14. A titokzatos farkasfalka / Furcsa zajok nyomában

### 3. évad (2022)
1. Házi Hősök / Molly szánja
2. Szívből jövő művészet / Különleges kincs
3. A Yup'ik cserediák / Oscar, a mesemondó
4. A bálnák / A hóvihar
5. Ne felejtsd el! / Tűz, étel és család
6. A kutyaszitter / Nagy álmok és a kék ég
7. Titokzatos éjszakai fény / Fények, kamera, lámpaláz!
8. Felcímkézés / Lola dala
9. Olvad a jég / A nagy Qyah-takarítás

### 4. évad (2024)
1. A kis denevér / Tiszta vadon
2. A gőzfürdő / Oscar szörnye
3. A meteorit / Új kabala

## A sorozat készítése
A sorozat főcímdalát Phillip Blanchett és Karina Moeller, a Pamyua együttes tagjai éneklik, Brennan Firth pedig hegedűn és dobon kíséri őket. A műsor párbeszédeinek egy része a Gwichʼin nyelven hangzik el.
A sorozat létrehozásában legalább 88 különböző őslakos közreműködő segédkezett.